# Jiří Křižan
Jiří Křižan (ur. 26 października 1941 w Valašském Meziříčí, zm. 13 października 2010 w Brankach) – czeski scenarzysta.
Jego ojciec został stracony w 1951 roku po politycznym procesie. Jego samego w 1958 roku relegowano ze szkoły.
Był autorem scenariusza do kilkunastu filmów. W 1981 roku za scenariusz do filmu Signum laudis otrzymał Nagrodę Państwową im. Klementa Gottwalda. W 1999 roku za scenariusz do filmu Zabić Sekala otrzymał Czeskiego Lwa, a także Polską Nagrodę Filmową – Orła.
W 1989 roku był współautorem petycji w sprawie uwolnienia Václava Havla. Był współzałożycielem Forum Obywatelskiego. W latach 1992–1994 był doradcą prezydenta.
Zmarł na zawał serca.